# Santa Cruz do Escalvado (ort)
Santa Cruz do Escalvado är en ort i Brasilien.   Den ligger i kommunen Santa Cruz do Escalvado och delstaten Minas Gerais, i den sydöstra delen av landet, 700 km sydost om huvudstaden Brasília. Santa Cruz do Escalvado ligger 410 meter över havet och antalet invånare är 4 996.
Terrängen runt Santa Cruz do Escalvado är kuperad norrut, men söderut är den platt. Närmaste större samhälle är Rio Casca, 17,0 km öster om Santa Cruz do Escalvado.
Omgivningarna runt Santa Cruz do Escalvado är huvudsakligen savann. Runt Santa Cruz do Escalvado är det ganska tätbefolkat, med 52 invånare per kvadratkilometer.